# Rhyacophila perda
Rhyacophila perda là một loài Trichoptera trong họ Rhyacophilidae. Chúng phân bố ở miền Tân bắc.